# Кальдерон, Эдильберто
Хосе́ Эдильбе́рто Кальдеро́н (исп. José Edilberto Calderón; род. 27 марта 1940, Венадильо, Колумбия) — колумбийский художник.

## Биография
Родился в посёлке Венадильо, Колумбия 27 марта 1940 года. Сын Анны Кальдерон — простой крестьянской девушки и Педро Варона — одного из самых богатых помещиков в посёлке. Маленького Кальдерона воспитывали бабушка Хосефа и тётя Беатрис в тяжёлых и бедных условиях.
Юный художник не любил школу: методы преподавания были жестокими, и поскольку он был левшой, учитель, дабы изгнать демона из его души и тела, привязывал ему левую руку к спине, чтобы учился писать как нормальные дети. Нередко, дело доходило до избиений. Дома тоже всё было непросто. Он, как и всякий мальчишка, был очень активен и шаловлив. В избушке было мало места, еды с трудом хватало на всех, да и заняться подростку было абсолютно нечем, поэтому, он часто убегал из дома и прогуливал школу в поисках чего-нибудь интересного. Это «что-то» Кальдерон нашел в церкви. Покой царивший в этом месте буквально поразило его: «Там, я впервые услышал классическую музыку, вокруг были иконы, витражи. Все предметы в храме и ритуальные службы казались мне чем-то чудесным и восхитительным!».
Кальдерон познакомился с искусством, которое открывало ему иную сторону мира, ту духовную сторону, отсутствующую дома, в школе и на улице. После этого он часто бывал в церкви, всячески помогал священникам и прихожанам, искренне желая поступить в семинарию и связать свою дальнейшую судьбу со служением господу. Но, благодаря приходскому священнику Веласкесу, всегда по-доброму относившемуся к людям, этому не суждено было случиться. В детстве Кальдерон уже пробовал рисовать пейзажи и портреты, а тут однажды, нарисовал портрет священника. Увидев его, чувствительный к искусству Веласкес не мог не понять, что перед ним стоит задача: молодой человек должен развивать свой талант. Через некоторое время священник добивается стипендии для Кальдерона в недавно открытой Школе художеств в Университете Толимы и благословляет его в путь.
Практически без денег, с помощью церкви еле-еле сводивший концы с концами будущий художник провел в университете три года. «Я очень плохо учился. Когда мои товарищи, знающие технику живописи и посещающие музеи по всей Европе, вовсю оттачивали свои изобразительные приемы, я делал репродукции комиксов». Но он стремился к знаниям: «Я рисовал днём и ночью. Чувство, что я могу быть хуже всех, заставляло меня трудиться ещё упорней. Нередко я засыпал, уткнувшись головой в свежую работу». С приездом в Школу Фернандо Ботеро — нового преподавателя по композиции, всё изменилось. Заручившись поддержкой учителя и, в скором времени, обнаруживший чуткое восприятие законов искусства и художественные навыки, Кальдерон, что стало удивительно для многих, был принят на конкурс «XI Национальный салон художников» проходивший в столице Колумбии в 1958 году. В следующем году он неожиданно получает назначение в престижную Школу художеств У. Н. Национальный университет Колумбии в Боготе.
Кальдерон приехал в Боготу с одной лишь маленькой коробкой, в которой были вещи и немного красок. Поскольку в родном городе температура не бывает ниже 30 градусов, а в столице, которая находится в 2650 метрах над уровнем моря, температура не поднимается выше 15 градусов — он всё время мерз. Однокурсники приняли его дружелюбно и окрестили «Венадильо», в честь родного поселка, куда он возвращался во время каникул, где работал на поле, собирая хлопок и рис. На помощь семьи рассчитывать не приходилось: бабушка была слишком бедна; мать, вскоре после рождения его сестры, вышла замуж и уехала в другое село, куда муж её не разрешил взять с собой внебрачных детей; у тёти свои дела и семья; отец, не признавший сына, и вовсе поступил мерзко, не заплатив работнику Кальдерону ни гроша за помощь в строительстве собственного кинотеатра.
«Я, наверное, мог бы сказать плохо про своих родителей, потому что мать покинула меня, а отец прогонял голодного с порога, но зачем мне все это. Если бы этого не произошло, наверное, я бы не стал тем, кем сейчас являюсь»
Национальный университет Колумбии был в то время главным центром культуры не только в стране, но и на всём континенте. На факультете читали лекции различные художники, искусствоведы и критики. Кальдерона обучали самые известные художники страны: М.Эрнандес (Manuel Hernández), Э.Грау (Enrique Grau), Э.Рамирес Вильямисар (Eduardo Ramírez Villamizar), Ф.Ботеро (Fernando Botero) и А.Обрегон (Alejandro Obregón). Лекции по истории искусства читали самые выдающие критики поколения: Касимир Эйгер (Casimiro Eiger), Марта Траба (Martha Traba) и Эухенио Барней(Eugenio Barney).
«Помню один случай: Ботеро зашел в мастерскую и так вот запросто предложил мне поменяться с ним картинами. Я, недолго думая сразу отказался, но не прошло и минуты, как я уже пожалел об этом. Его ранние работы — очень крутые и уже тогда были дорогие, но я банально не знал, где я завтра проснусь, так что даже не помышлял о какой-то там собственности».
В последний год обучения в 1961 году Кальдерон громко заявляет о себе победами на престижнейших конкурсах молодых художников в Кали и Боготе.
Через год Кальдерон принимает участие в конкурсе «Первый национальный салон художников», где занимает второе место и получает почётный диплом. Известный критик Вальтер Энгель позже напишет статью в известной газете El Espectador («Зритель»), где выделит талант молодого художника и назовёт его не иначе как «надеждой изобразительного искусства страны».
Закончив обучение, Кальдерон возвращается в Ибаге уже сформировавшимся художником. Вскоре он знакомится со своей будущей женой Кармен, заводит семью и начинает преподавать в Школе художеств Университета Толимы, где проработает, в общей сложности 40 лет.
По завершении своего обучения в университете Кальдерон работает в различных изобразительных жанрах: занимается скульптурой, настенной живописью, делает иллюстрации к работам известных латиноамериканских авторов. С начала 70-х годов он путешествует по странам Америки и Европы, изучает работы великих художников прошлого, всматривается в местную архитектуру и жизнь людей. Несомненный талант и наблюдательность, вместе с постоянным совершенствованием техники письма позволило ему в итоге создать свой собственный неповторимый стиль, в котором он успешно работает и по сей день.

## Краткая характеристика творчества
Раннее творчество Кальдерона характеризуется исканием эксклюзивных живописных приемов способствующих наилучшему художественному выражению. На протяжении всей жизни он экспериментировал с различными материалами (песком, кружевами, газетной бумагой, и т. д.), содействующими составлению картины не только с точки зрения эстетического восприятия, но и коммуникации. Главным стремлением художника было желание проникнуть в структуру «новой» картины, её пространство, линии, текстуру, цвет. С помощью различных материалов, художник создаёт живописные плоскости, благодаря которым оживляет смысл или объект, который находится в глубине полотна, или наоборот, акцентирует внимание на центральной фигуре композиции. Фон, или скорее плоскость может быть шершавой или гладкой, неровной, острой или мягкой и волнообразной, с темно-светлыми контрастами, но всегда работает во взаимосвязи с содержанием произведения. Таким образом, завуалированный сюжет проявляется тонко и поэтично, появляясь внутри картины преобразованным элементами художественной композиции.
Время становления в творчестве колумбийского художника обусловлено преобладанием крупных начертаний, плотных грубых мазков. Одним из главных элементов в палитре художника становится выражение яркого эмоционального импульса, который четко передаётся вместе с композицией картины. Вместе с этим, существует некое сдерживание цвета, где доминирует гамма серых и умеренных цветов, чтобы сила цвета не мешала появлению света изнутри, тем самым, свет становится преобладающим фактором в композиции произведения.
Тем не менее, существуют незыблемые характеристики стиля и техники художника: Кальдерон предпочитает строить картину на базе больших черных эскизов, которые обосновывают её структуру, передают «приглушенную тональность» всей совокупности элементов, и гармонично ослабляют крутые взрывы цвета.
Главным в настоящее время в творчестве Кальдерона является несдерживаемое буйство цвета, в отличие от предыдущего этапа, характеризованного хроматической экономией. Несмотря на резкий переход, он не ставит крест на опытах прошлого. Наоборот, отбирая из них главное, удаляет бессодержательное, поверхностное и тем самым закладывает фундамент или укрепляет композицию будущей работы. В основе творчества лежит формальная структура картины, её эстетическая составляющая. Резонансы, жесты, внутренние потребности и латентность сталкиваются в картине и работают сообща на эстетическое восприятие картины. В этот период сознание художника поглощено странными необычными темами: загадочные и необъяснимые стороны человеческой души и «тайны художественного бытия» становятся главными вопросами, которые Кальдерон ставит перед собой. Непостижимая живописная реальность возникает на залитых магическим пространством полотнах. Богатый внутренний мир художника выражается в конкретных составляющих картины: в образе цвета, линиях, геометрии и текстуре. Материя картины приобретает динамичную энергию, составленную, казалось бы, противоположными и вступающими между собой в конфликт силами. Благодаря зрелой технике, Кальдерон управляет этими силами в соответствии с гармонией сюжета и формы.
В последние пять лет в сюжетах картин Кальдерона главным является сам художник. Его личностные переживания, мир сновидений, страстей и желаний, противоречивых чувств и идей, словом, всё, о чем невозможно рассказать в образах повседневных форм, вырывается ярким цветом на холст мастера. Между структуральными композиционными элементами картины происходит борьба за декодирование шифра, под которым прячутся тёмные силы, живущие внутри человека. Ощущения становятся материей. Художник весь обращается в чувство, благодаря чему, его произведения обретают мощный трансцендентный смысл.
Кальдерон в свои 69 лет утверждает, что больше не пишет картины с целью продажи и для разного рода выставок. Он пошел на компромисс с творческой деятельностью, и по его словам движется к развитию собственных художественных приёмов на исключительно эстетическом уровне. По этой причине, стиль Кальдерона возникает не как продуманная модель, но в результате усердной работы и дисциплины, в сочетании мысли и опыта, человеческого своеобразия и художественной чувствительности. Каждая картина — уникальна и независима. Но при этом она строится на основе опыта художника, который не подходит к ней систематичным способом. Кальдерон — как ребёнок, открывающий для себя мир. Он интуитивно ищет те мистические атмосферы, где свет и цвет вступают в связь с его воспоминаниями и переживаниями. Перед его картинами завороженный зритель находится как бы на пороге сновидений в неизвестном измерении поэтического, эстетического и виртуального.
Кальдерон вобрал в себя богатую смесь разных живописных традиций, от европейской традиции постимпрессионизма и экспрессионизма (Ван Гог, Мунк, Гоган) до латиноамериканской школы Диего Риверы, Фернандо Ботеро, Фернандо де Сисло, что в конечном итоге позволило ему создать свой собственный неповторимый аутентичный стиль. Экспрессионизм является фундаментом в эстетической концепции Кальдерона. Сам художник считает, что «экспрессионизм — самое близкое ему как художнику явление, и самое подходящее латиноамериканской действительности». Тем не менее, нельзя не упомянуть об абстракционизме, как об одной из главных основ его творчества. Его картины, особенно в последнее время, основываются на геометрических конструкциях, которые выстраивают густо насыщенные цветом новые смысловые пространства. Несмотря на это, цвет и свет освещают лишь некоторые точки на полотнах. Таким образом, зритель должен подходить к этому полисемическому пространству постепенно, и, не спеша, находить новые детали в художественном произведении.
На основе контрастов текстуры, света, формы и цвета, Кальдерон создаёт богатые совокупности элементов, с богатыми возможностями для толкований и проявлений чувств у зрителя.

## Коллекции
Музей молодых латиноамериканских художников, Даллас, США
Музей искусства, Ибаге
Музей искусства, Согамосо

## Персональные выставки
1961 Управление области Толимы, Ибаге
1962 Галерея El Círculo, Ибаге
1964 Галерея современного искусства, Богота
1965 Галерея современного искусства, Богота
1967 Галерея современного искусства, Богота
1969 Зал Банка Республики, Ибаге
1973 Галерея современного искусства, Богота
1977 Галерея Arte Independencia, Богота
1982 Выставочный зал Университета Толимы, Ибаге
1982 Дом Толимы, Богота
1983 Ретроспективная выставка 20 лет, Ибаге
1986 Галерея Беларка, Богота
1986 Зал Банка Республики, Ибаге
1988 Галерея Беларка, Богота
1988 Галерея El Círculo, Ибаге
1991 Галерея Autopista, Медельин
1991 Библиотека Университета Толимы, Ибаге
1993 Театр Ередия, Сантиаго Де Куба, Куба
2000 ретроспективная выставка, Ибаге
2010 персональная выставка «Охотник за стрекозами» в Институте Сервантеса в Москве
2011 Выставка «Ретроспектива» в Музее искусства Толима, город Ибаге

## Коллективные выставки
Участвовал в 80 коллективных выставках, которые проходили в Колумбии и в других странах мира:
1958 XI салон художников, Богота
1959 Первый национальный салон изобразительных искусств, Ибаге
1964 XVI салон колумбийских Художников, Богота
1965 Университет Остин, Техас (USA)
1976 Национальный салон художников, Богота
1977 VI международный художественный апрель, Медельин
1980 XXXIII национальный салон художников, Богота
2009 Третий московский международный фестиваль изобразительных искусств «Традиция и современность»
2010 Выставка посвященная 200-летию независимости Колумбии в Галерее «Беляево» в Москве (апрель)

## Награды
- 1961 Первое место на национальном фестивале искусства, Кали
- 1961 Первое место на конкурсе Салон Франсиско Кано, Богота
- 1962 Второе место на национальной премии изобразительных искусств, Ибаге
- 1963 Первое место на национальном Салоне художников
- 2009 Первое место в номинации «национальная неповторимая самобытность» на Третьем московском международном фестивале изобразительных искусств «Традиция и современность», Москва